# John Tyrell Killen
John Tyrell Killen (* 1937) ist ein britischer Indogermanist und Mykenologe.
Killen war Schüler von John Chadwick, dem Gelehrten, dem zusammen mit Michael Ventris die Entzifferung der Linear B-Schrift gelang. Von 1967 bis 1990 war Killen Lecturer in Classics an der Universität Cambridge. 1990 wurde er zum Reader, später zum Professor of Mycenaean Greek ernannt. Damit hatte er einen der beiden weltweit einzigen Lehrstühle in dieser Spezialisierung inne (den anderen hat Louis Godart in Neapel inne). Seit 1999 ist er Professor Emeritus of Mycenaean Greek und Professorial Fellow des Jesus College, Cambridge. 1995 wurde er zum Fellow der British Academy gewählt.
Im Bereich der Mykenologie war Killen an der Publikation des Corpus of Mycenaean Inscriptions from Knossos und der Transliteration der Täfelchen aus Knossos leitend beteiligt. Im weiteren Bereich der Indogermanistik arbeitet Killen zur indo-europäischen Phonologie und zu den inschriftlichen und literarischen Belegen für die Dialekte des klassischen Griechisch.

## Schriften (Auswahl)
Sammlung von Dokumenten in Linear B
- mit John Chadwick, Louis Godart, Jean-Pierre Olivier, Anna Sacconi, Jannis Athanasiu Sakellarakis (Hrsg.): Corpus of Mycenaean Inscriptions from Knossos. 4 Bde., Cambridge University Press, Cambridge 1987–1999, Auszüge Bd. 1 online, Auszüge Bd. 2 online, Bibliographischer Nachweis Bd. 3, Auszüge Bd. 4 online.
- mit Jean Pierre Olivier: The Knossos Tablets: A Transliteration. Ediciones Universidad de Salamanca, Salamanca, 5. Auflage 1989 (Minos, 11).
  - mit John Chadwick, Jean-Pierre Olivier: The Knossos Tablets: A Transliteration. Cambridge UP, Cambridge, 4. Auflage 1971.
  - mit John Chadwick: The Knossos Tablets: A Transliteration of All the Texts in Linear B Script Found at Knossos, Crete, Based Upon a New Collation of Photographs and Originals. University of London, Institute of Classical Studies, London, 3. Auflage 1964 (Bulletin of the Institute of Classical Studies, supplement no. 15). – (Die erste und die zweite Auflage wurde von John Chadwick, Emmet Leslie Bennett und Michael Ventris herausgegeben).

Herausgeberschaft
- mit José L. Melena, Jean-Pierre Olivier (Hrsg.): Studies in Mycenaean and classical Greek presented to John Chadwick. Ediciones Universidad de Salamanca, Salamanca 1987 (Minos, 20-22).
- The new documents in Mycenean Greek. Cambridge University Press, Cambridge 2024, ISBN 9781009286091. – Rezension von Anna P. Judson, Bryn Mawr Classical Review 2024.12.20

Artikel
- Names in -e and -e-u in Mycenaean Greek. In: J. H. W.  Penney (Hrsg.), Indo-European Perspectives: Studies in Honour of Anna Morpurgo Davies. Oxford University Press, Oxford 2004.
- Thoughts on the functions of new Thebes tablets. In: Sigrid Deger-Jalkotzy, Oswald Panagl (Hrsg.), Die Neuen Linear B-Texte aus Theben: Ihr Aufschlusswert für die Mykenische Sprache und Kultur. Akten des internationalen Forschungskolloquiums an der Österreichischen Akademie der Wissenschaften, 5. und 6. Dezember 2002. Austrian Academy of Sciences Press, 2006.
- Conscription and Corvée at Mycenaean Pylos. In: M. Perna (Hrsg.), Fiscality in Mycenaean and Near Eastern Archives. Neapel, 2006.
- Mycenaean e-re-e-u. In: F. Lang, C. Reinholdt, J. Weilhartner (Hrsg.), ΣTEΦANOΣ APIΣTEIOΣ. Archäologische Forschungen zwischen Nil und Istros. Festschrift für Stefan Hiller zum 65. Geburtstag. Phoibos Verlag, 2007.
- mit Anna Morpurgo Davies: John Chadwick 1920–1998. In: Proceedings of the British Academy 115, 2002, 133-165.
- The wool industry of Crete in the late Bronze Age. In: The Annual of the British School at Athens 59, 1964, S. 1–15, (online).